# Maserati Ghibli (1967)
La Maserati Ghibli è un modello di autovettura Maserati costruita dal 1967 al 1973.

## Storia
Nata sotto la supervisione dell'ingegner Alfieri dal progetto siglato internamente Tipo AM115,  la Ghibli venne presentata nello stand Ghia al Salone di Torino del 1966; il nome, come era consuetudine per le Maserati dell'epoca, è quello di un vento: in questo caso il Ghibli, secco scirocco libico.
I primi esemplari furono prodotti nel marzo del 1967. La Ghibli prima maniera aveva un motore V8 di 4,7 litri di cilindrata e 310 CV, alimentato da quattro carburatori. Per arrivare ai 100 km/h da fermo bastavano circa 6,5 secondi; la velocità massima era di 270 km/h. Il cambio poteva essere manuale a cinque marce oppure automatico a tre rapporti. Una particolarità riguarda il serbatoio (da 100 litri), diviso in due metà: si poteva scegliere a quale dei due serbatoi far alimentare il motore. Come equipaggiamenti, la Ghibli disponeva di fari a scomparsa, sedili sportivi in pelle e ruote in lega.
Nel 1969 venne presentata la Ghibli Spider. La versione a tetto aperto è rara: appena 125 esemplari, contro i 1149 esemplari di coupé. Col passare del tempo, le Ghibli Spider si sono "moltiplicate": diverse coupé vennero trasformate, tagliando il tetto.
Al Salone dell'Automobile di Torino 1970 debuttò la Ghibli ristilizzata con fari anteriori, plancia e poggiatesta lievemente modificati.
Lo stesso anno entrò in produzione la Ghibli SS (Tipo AM115/49), spinta da un nuovo V8 a carter secco di 4,9 litri e 335 CV che le consentiva di raggiungere i 280 km/h. Oltre a queste elevate prestazioni la SS offriva anche dotazioni di lusso: montava infatti di serie piantone dello sterzo regolabile, bloccasterzo, sellerie in pelle, finestrini oscurati con alzacristalli elettrici, sedili reclinabili con poggiatesta, lunotto posteriore con sbrinatore, orologio sulla plancia e aria condizionata.
Venticinque infine furono gli esemplari della rara Ghibli Spider SS prodotti, molto ricercata dai collezionisti.
Nel 1973 la Ghibli uscì di produzione per venire rimpiazzata dalla Khamsin. Il nome Ghibli sarà ripreso nel 1992 per l'ultima versione della Biturbo e nel 2013 per la berlina omonima.

## Il design
Disegnata da Giorgetto Giugiaro per la Ghia e caratterizzata dal suo frontale basso e affilato, fu molto apprezzata, tanto da vendere più delle rivali dirette: la Ferrari 365 Daytona e la Lamborghini Miura.
Giugiaro stesso la descrisse così:
(Giorgetto Giugiaro)